# Liste öffentlicher Bücherschränke im Landkreis Breisgau-Hochschwarzwald
In der Liste öffentlicher Bücherschränke im Landkreis Breisgau-Hochschwarzwald sind öffentliche Bücherschränke für Orte, die zum Landkreis Breisgau-Hochschwarzwald in Baden-Württemberg gehören, aufgeführt. Sie ist primär nach Orten sortiert, unabhängig davon, ob es sich um Ortsteile, Gemeinden oder Städte handelt. Der Artikel ist Teil der übergeordneten Liste öffentlicher Bücherschränke in Baden-Württemberg. Ein öffentlicher Bücherschrank ist ein Schrank oder schrankähnlicher Aufbewahrungsort mit Büchern, der dazu dient, Bücher kostenlos, anonym und ohne jegliche Formalitäten zum Tausch oder zur Mitnahme anzubieten. Die Liste erhebt keinen Anspruch auf Vollständigkeit.

## Öffentliche Bücherschränke im Landkreis Breisgau-Hochschwarzwald
Derzeit sind im Landkreis Breisgau-Hochschwarzwald 19 öffentliche Bücherschränke erfasst (Stand: 31. Mai 2024):
| Bild | Ausführung        | Ort                          | Seit      | Anmerkung                                                                                               | Geokoordinaten                  |
| ---- | ----------------- | ---------------------------- | --------- | --- | ------------------------------- |
|      | Bücherschrank     | Bad Krozingen-Kurgebiet      |           | beim Kurhaus, am Musikpavillon, im Wandelgang gegenüber vom Josefshaus                                  | ⊙ Kurhausstraße 1               |
|      | Bücherschrank     | Bad Krozingen-Unterkrozingen |           | Josefshaus                                                                                              | ⊙ Basler Straße 2               |
|      | Bücherschrank     | Bad Krozingen-Unterkrozingen |           | Öffentlicher Bücherschrank beim Rewe-Markt, neben dem Friseurgeschäft Pfefferle in der Schlatter Straße | ⊙ Schlatter Straße 4            |
|      | Bücherkühlschrank | Breisach-Hochstetten         |           | Bücher-Kühlschränke bei der Bushaltestelle                                                              | ⊙ Hochstetter Straße 42         |
|      | Bücherregal       | Buchheim                     |           | Bücherregal am Rathaus March-Buchheim                                                                   | ⊙ Holzhauser Straße 7           |
|      | Bücherbaum        | Gottenheim                   | Sep. 2011 | Bücherbaum auf dem Dorfplatz am Bach                                                                    | ⊙ Hauptstraße/Umkircher Strasse |
|      | Bücherschrank     | Holzhausen                   |           | Bücherzelle am Rathaus March-Holzhausen                                                                 | ⊙ Ringstraße 1                  |
|      | Bücherregal       | Eichstetten am Kaiserstuhl   |           | Öffentliches Bücherregal im Schwanenhof                                                                 | ⊙ Hauptstraße 30                |
|      | Bücherregal       | Heitersheim                  |           | Bücherregal am alten Polizeiposten                                                                      | ⊙ Im Stühlinger 2               |
|      | Bücherschrank     | Ihringen                     |           | Bücherschrank Ihringen am Kaiserstuhl, Sportzentrum, zu den Öffnungszeiten des Schwimmbads zugänglich   | ⊙ Nachtwaid 3                   |
|      | Bücherschrank     | Ihringen-Wasenweiler         |           | Bücherschrank Wasenweiler                                                                               | ⊙ Hauptstraße 19                |
|      | Bücherregal       | Kirchzarten                  |           | Das öffentliche Bücherregal befindet sich im Warteraum des Bahnhofs Kirchzarten.                        | ⊙ Bahnhof Kirchzarten           |
|      | Bücherschrank     | Schallstadt                  | 2020/21   | Vor dem Alten Milchhäusle.                                                                              | ⊙ Dannergasse Ecke Im Zinken    |
|      | Bücherschränkchen | Schallstadt                  |           | "Schallstadt lesenswert": Schränkchen auf privatem Grundstückszaun, von der Straße zu öffnen.           | ⊙ Scheuerleweg 11 A             |
|      | Bücherschrank     | Staufen im Breisgau          |           | Bücherschrank am SchießrainAktuell (28.09.2022) wg. Renovierung geschlossen                             | ⊙ Am Schießrain 1               |
|      | Bücherschrank     | Staufen im Breisgau          |           | Staufen, in der Struve-Passage                                                                          | ⊙ Im Grün 8                     |
|      | Bücherregal       | Stegen-Wittental             |           | Beim Baldenweger Hof in Wittental (gehört zu Stegen) während der Öffnungszeiten                         | ⊙ Wittentalstraße 1             |
|      | Bücherregal       | Stegen-Unterbirken           |           | Regal im Wartehäuschen der Bushaltestelle Unterbirken                                                   | ⊙                               |
|      | Telefonzelle      | Sankt Peter                  |           | Telefonzelle neben der Supermarktfiliale                                                                | ⊙ Glottertalstr. 16             |
|      | Telefonzelle      | Umkirch                      |           | Bücherschrank in einer alten Telefonzelle                                                               | ⊙ Hauptstraße 7                 |
|      | Bücherschrank     | Vogtsburg im Kaiserstuhl     |           | Offener Bücherschrank im Pfarrhof                                                                       | ⊙ Bahnhofstraße                 |

## Statistik
Zu einem Vergleich mit den anderen Land- und Stadtkreisen Baden-Württembergs sowie zum Landesdurchschnitt siehe die Statistik öffentlicher Bücherschränke in Baden-Württemberg.